# Circuit de la Sarthe 2004
Il Circuit de la Sarthe 2004, cinquantaduesima edizione della corsa, si svolse dal 6 al 9 aprile su un percorso di 750 km ripartiti in 4 tappe, con partenza a Saint-Jean-de-Monts e arrivo a Le Mans. Fu vinto dallo svedese Thomas Löfkvist della FDJ davanti al francese Franck Bouyer e al tedesco Ronny Scholz.

## Tappe
| Tappa  | Data     | Percorso                     | km    | Vincitore di tappa | Leader cl. generale |
| ------ | -------- | ---------------------------- | ----- | ------------------ | ------------------- |
| 1ª     | 6 aprile | Saint-Jean-de-Monts > Vallet | 181,6 | Franck Bouyer      | Franck Bouyer       |
| 2ª     | 7 aprile | Vallet > Montreuil           | 198,8 | Ludovic Turpin     | Franck Bouyer       |
| 3ª     | 8 aprile | Montreuil > Évron            | 189   | Laurent Brochard   | Franck Bouyer       |
| 4ª     | 9 aprile | Évron > Le Mans              | 181   | Thomas Löfkvist    | Thomas Löfkvist     |
| Totale | Totale   | Totale                       | 750   |                    |                     |

## Dettagli delle tappe

### 1ª tappa
- 6 aprile: Saint-Jean-de-Monts > Vallet – 181,6 km

| Pos. | Corridore     | Squadra        | Tempo    |
| ---- | ------------- | -------------- | -------- |
| 1    | Franck Bouyer | Brioches La B. | 3h58'32" |
| 2    | Ronny Scholz  | Gerolsteiner   | s.t.     |
| 3    | Andrus Aug    | Domina V.      | a 21"    |

| Pos. | Corridore     | Squadra        | Tempo    |
| ---- | ------------- | -------------- | -------- |
| 1    | Franck Bouyer | Brioches La B. | 3h58'22" |
| 2    | Ronny Scholz  | Gerolsteiner   | a 4"     |
| 3    | Andrus Aug    |                | a 27"    |

### 2ª tappa
- 7 aprile: Vallet > Montreuil[non chiaro] – 198,8 km

| Pos. | Corridore      | Squadra         | Tempo    |
| ---- | -------------- | --------------- | -------- |
| 1    | Ludovic Turpin | AG2R            | 4h46'35" |
| 2    | Robbie McEwen  | Lotto-Domo      | s.t.     |
| 3    | Allan Davis    | Liberty Seguros | s.t.     |

| Pos. | Corridore      | Squadra        | Tempo    |
| ---- | -------------- | -------------- | -------- |
| 1    | Franck Bouyer  | Brioches La B. | 8h44'57" |
| 2    | Ronny Scholz   | Gerolsteiner   | a 4"     |
| 3    | Ludovic Turpin | AG2R           | a 21"    |

### 3ª tappa
- 8 aprile: Montreuil[non chiaro] > Évron – 189 km

| Pos. | Corridore        | Squadra    | Tempo    |
| ---- | ---------------- | ---------- | -------- |
| 1    | Laurent Brochard | AG2R       | 4h44'12" |
| 2    | Robbie McEwen    | Lotto-Domo | a 5"     |
| 3    | Angelo Furlan    | Alessio    | s.t.     |

| Pos. | Corridore        | Squadra        | Tempo     |
| ---- | ---------------- | -------------- | --------- |
| 1    | Franck Bouyer    | Brioches La B. | 13h29'14" |
| 2    | Ronny Scholz     | Gerolsteiner   | a 4"      |
| 3    | Laurent Brochard | AG2R           | a 16"     |

### 4ª tappa
- 9 aprile: Évron > Le Mans – 181 km

| Pos. | Corridore        | Squadra      | Tempo    |
| ---- | ---------------- | ------------ | -------- |
| 1    | Thomas Löfkvist  | FDJ          | 4h34'06" |
| 2    | Kyrylo Pospyeyev | Acqua & Sap. | a 27"    |
| 3    | Robbie McEwen    | Lotto-Domo   | a 32"    |

| Pos. | Corridore       | Squadra        | Tempo     |
| ---- | --------------- | -------------- | --------- |
| 1    | Thomas Löfkvist | FDJ            | 18h03'33" |
| 2    | Franck Bouyer   | Brioches La B. | a 19"     |
| 3    | Ronny Scholz    | Gerolsteiner   | a 23"     |

## Classifiche finali

### Classifica generale
| Pos. | Corridore         | Squadra                | Tempo     |
| ---- | ----------------- | ---------------------- | --------- |
| 1    | Thomas Löfkvist   | FDJ                    | 18h03'33" |
| 2    | Franck Bouyer     | Brioches La Boulangère | a 19"     |
| 3    | Ronny Scholz      | Gerolsteiner           | a 23"     |
| 4    | Robbie McEwen     | Lotto-Domo             | a 33"     |
| 5    | Laurent Brochard  | Ag2r Prévoyance        | a 35"     |
| 6    | Allan Davis       | Liberty Seguros        | a 39"     |
| 7    | Kyrylo Pospyeyev  | Acqua & Sapone         | s.t.      |
| 8    | Sandy Casar       | FDJ                    | s.t.      |
| 9    | Ludovic Turpin    | Ag2r Prévoyance        | a 40"     |
| 10   | Luis León Sánchez | Liberty Seguros        | a 41"     |